# Ulica Henryka Le Ronda w Katowicach
Ulica generała Henryka Le Ronda w Katowicach (w dwudziestoleciu międzywojennym ulica dra Grażyńskiego, w czasach Polski Ludowej ulica Włodzimierza Lenina) − jedna z ulic w katowickiej dzielnicy Dąbrówka Mała. Ulica nosi imię francuskiego generała Henri Le Ronda − szefa Międzysojuszniczej Komisji Rządzącej i Plebiscytowej, która 11 lutego 1920 przejęła władzę nad Górnym Śląskiem.

## Historia

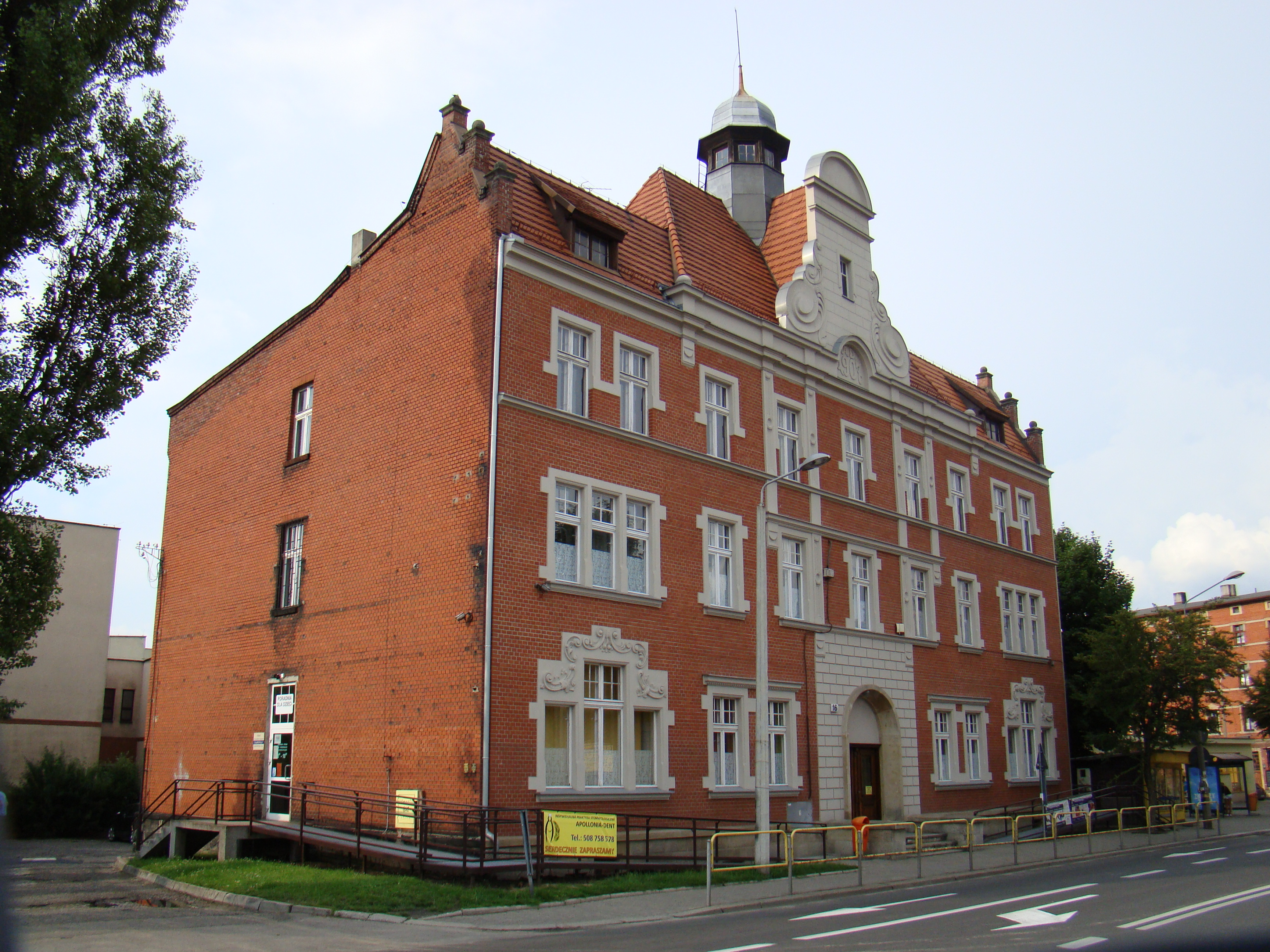
Dawny ratusz gminy Dąbrówka Mała (ul. gen. Henryka Le Ronda 16)

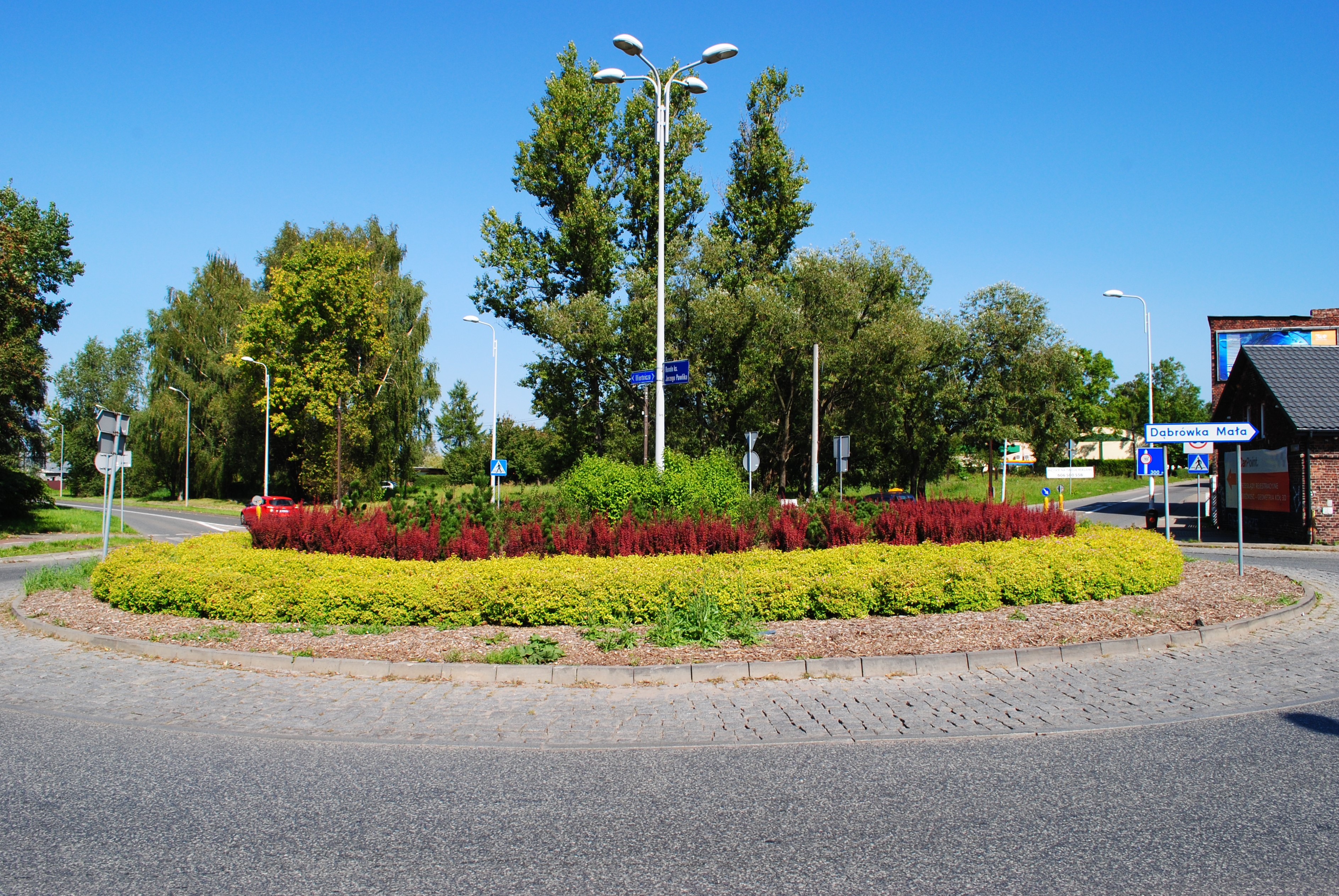
Rondo księdza Jerzego Pawlika

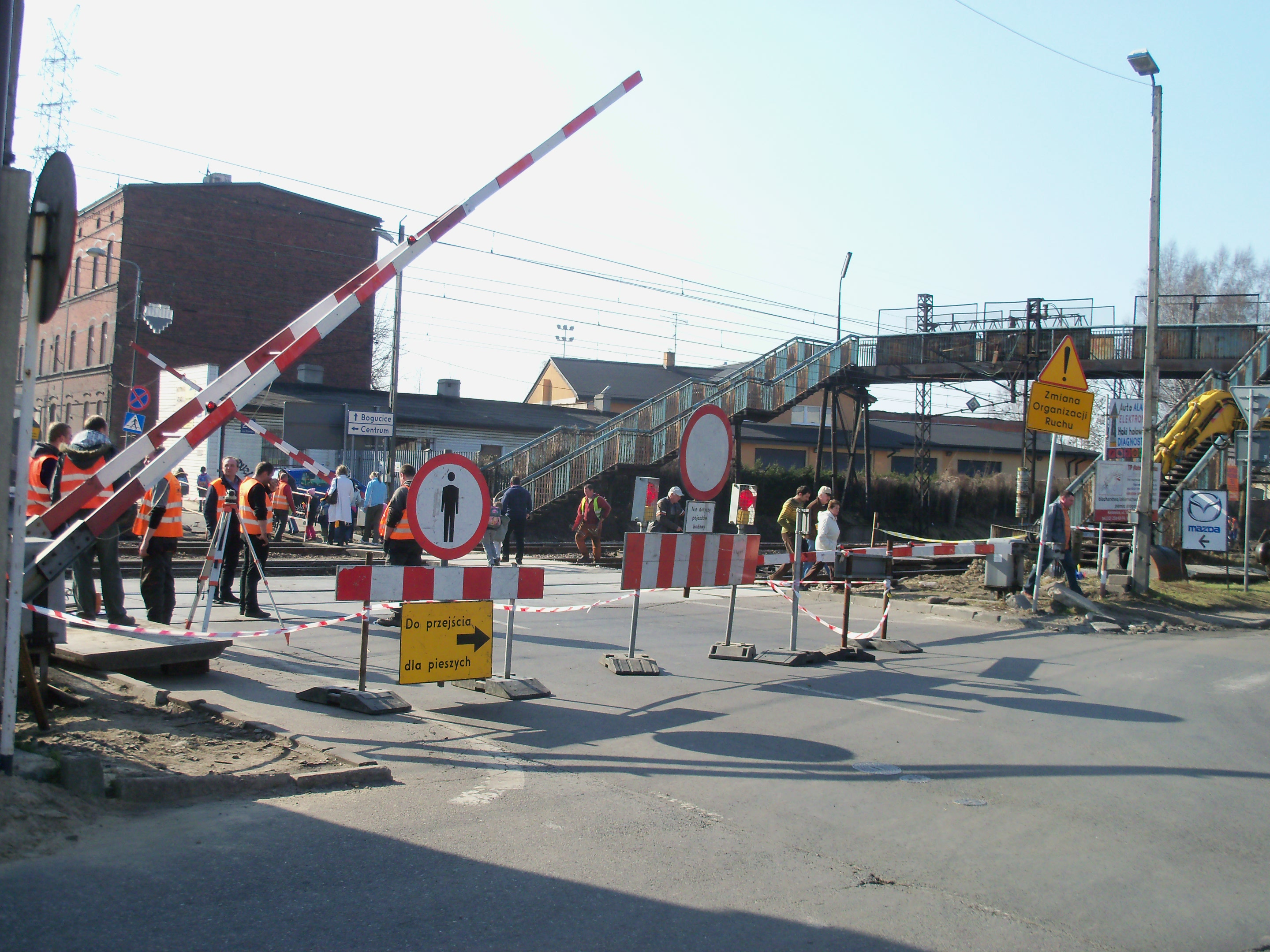
Remont przejazdu kolejowo-drogowego (marzec 2011)

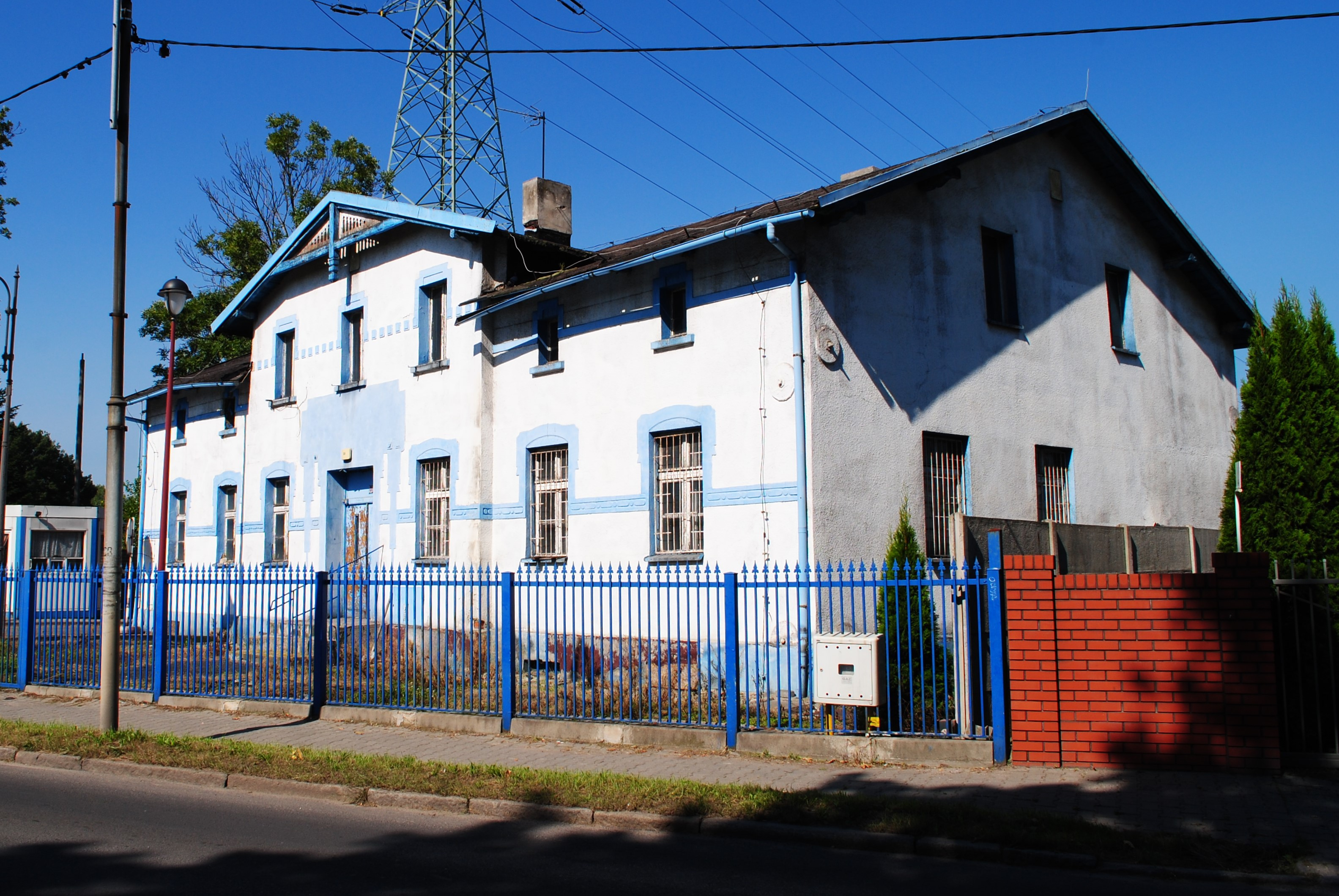
Budynek przy ul. gen. H. Le Ronda 28 (wyburzony w 2023)

Droga z Dąbrówki istnieje na mapach z XVIII wieku. Przy ulicy zachowały się tradycyjne wiejskie zagrody z pierwszej połowy XIX wieku. W drugiej połowie XIX wieku przy drodze wzniesiono caglane familoki dla robotników pobliskich kopalń i hut oraz kopalniany szyb "Maria". Około 1907 przy ulicy wybudowano ratusz dla gminy Dąbrówka Mała. W latach 80. XIX wieku przy drodze powstała gospoda Karla Bielitzera.
Do 1922 i w latach 1939–1945 nosiła nazwę Kattowitzerstrasse, w latach 1922–1936 ul. Katowicka, 1936–1939 ul. dra Michała Grażyńskiego, 1945–1951 ul. Oświęcimska, od 1951 ul. Włodzimierza Lenina.
W 1994 wyburzono gmach szkoły przy ul. gen. H. Le Ronda 13 (tzw. żółtej szkoły).
W 2004 wykonano połączenie drogowe ul. Józefa Biniszkiewicza z ul. gen. Henryka Le Ronda (wartość robót wyniosła 266 816,85 zł). Do 2009 przebudowano skrzyżowanie ulic gen. Henryka Le Ronda, Budowlanej i Siemianowickiej (budowa ronda). Uchwałą Rady Miasta Katowice z dnia 27 lipca 2009 placowi, położonemu u zbiegu ul. gen. Henryka Le Ronda, ul. Wiertniczej, ul. Leopolda i ul. Siemianowickiej, nadano nazwę rondo księdza Jerzego Pawlika. 29 listopada 2010 rozpoczęła się modernizacja przejazdu kolejowo-drogowego w ciągu ulicy gen. Henryka Le Ronda (częściowo zakończona w grudniu 2010, rozpoczęta ponownie 28 marca 2011 i ukończona ostatecznie 16 kwietnia 2011).
W 2017 zrewitalizowanemu terenowi w rejonie ul. gen. H. Le Ronda, ul. J. Biniszkiewicza i ul. Styczniowej nadano nazwę „Park Zielony Zakątek”.

## Opis
Droga jest ulicą klasy zbiorczej, posiadającą po jednym pasie ruchu w obie strony. Rozpoczyna swój bieg przy skrzyżowaniu z ulicą Strzelców Bytomskich. Następnie biegnie przez historyczną część dzielnicy Dąbrówka Mała w kierunku zachodnim, krzyżując się z ul. majora Henryka Dobrzańskiego „Hubala” (do 2017 jako ul. 9 Maja), ul. Stacyjną, aleją Niepodległości, ul. Józefa Grzegorzka, ul. księdza Jerzego Popiełuszki, ul. Styczniową, ul. Józefa Biniszkiewicza, ul. Wiertniczą i ul. Międzyblokową. Kończy swój bieg przy rondzie księdza Jerzego Pawlika (skrzyżowanie z ul. Budowlaną, ul. Siemianowicką, ul. Wiertniczą i ul. Leopolda). Ulicą na całej swojej długości kursują autobusy Zarządu Transportu Metropolitalnego (ZTM).

## Obiekty zabytkowe

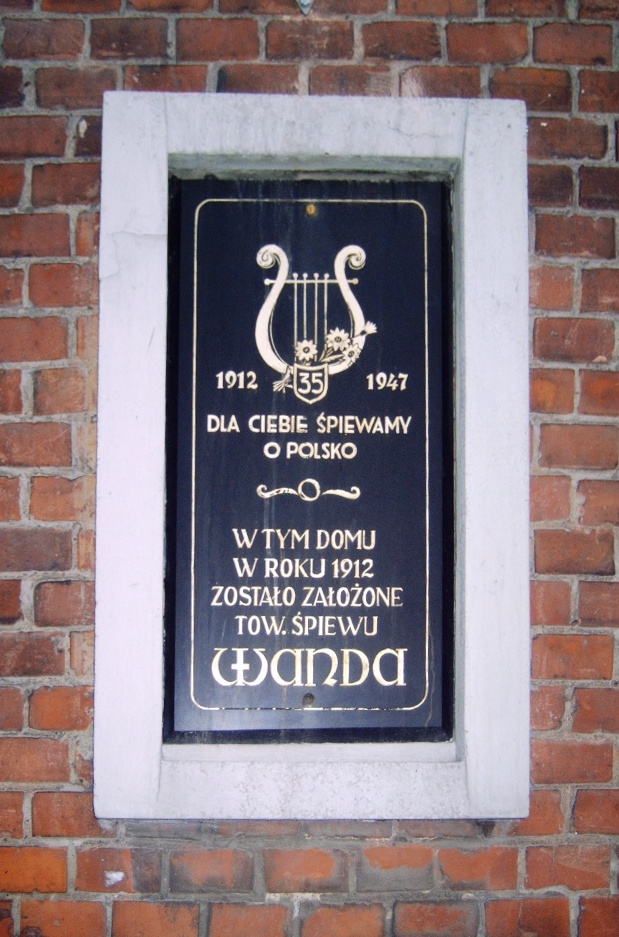
Tablica, upamiętniająca Towarzystwo Śpiewu "Wanda"

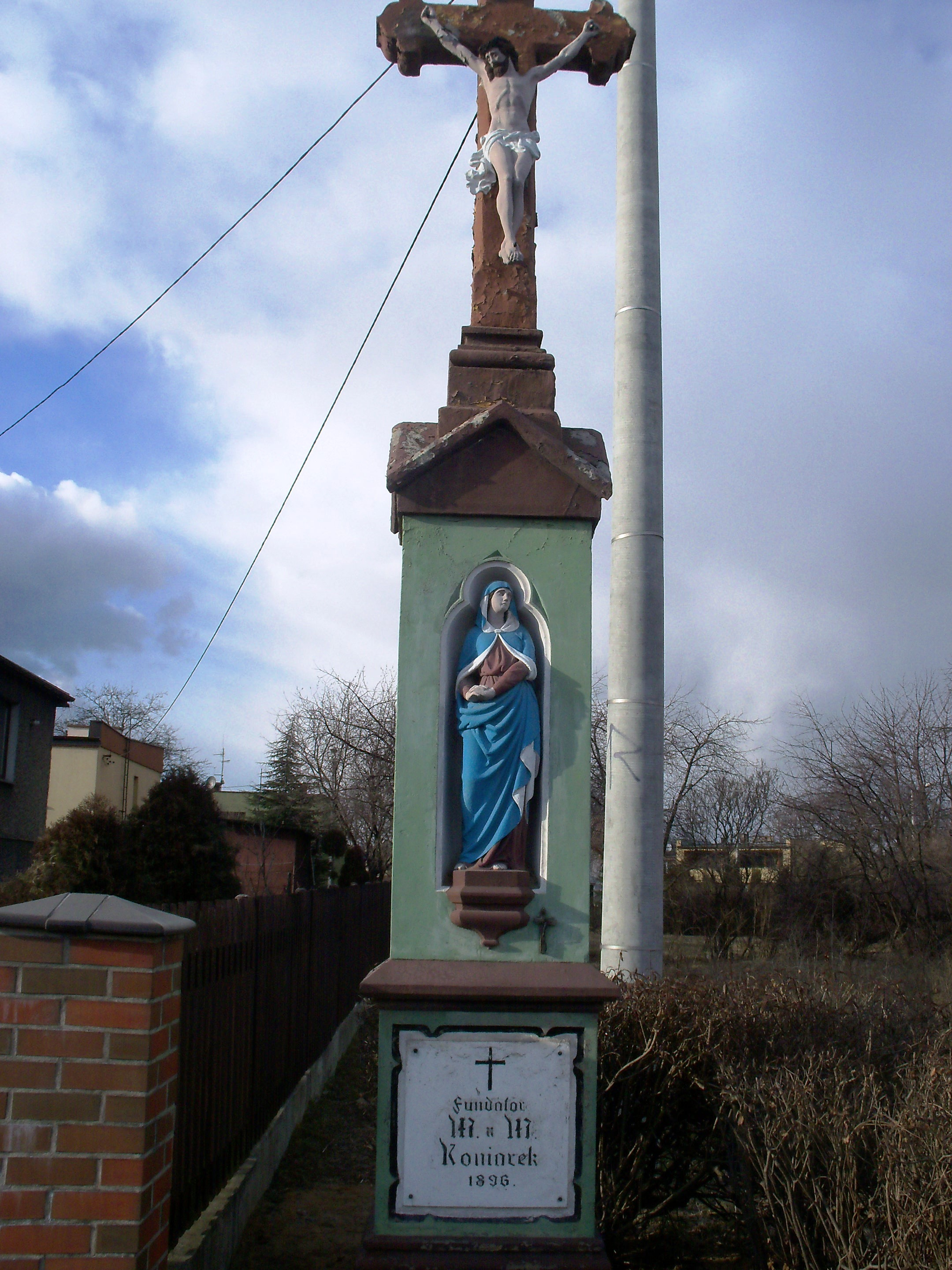
Krzyż przydrożny z 1896

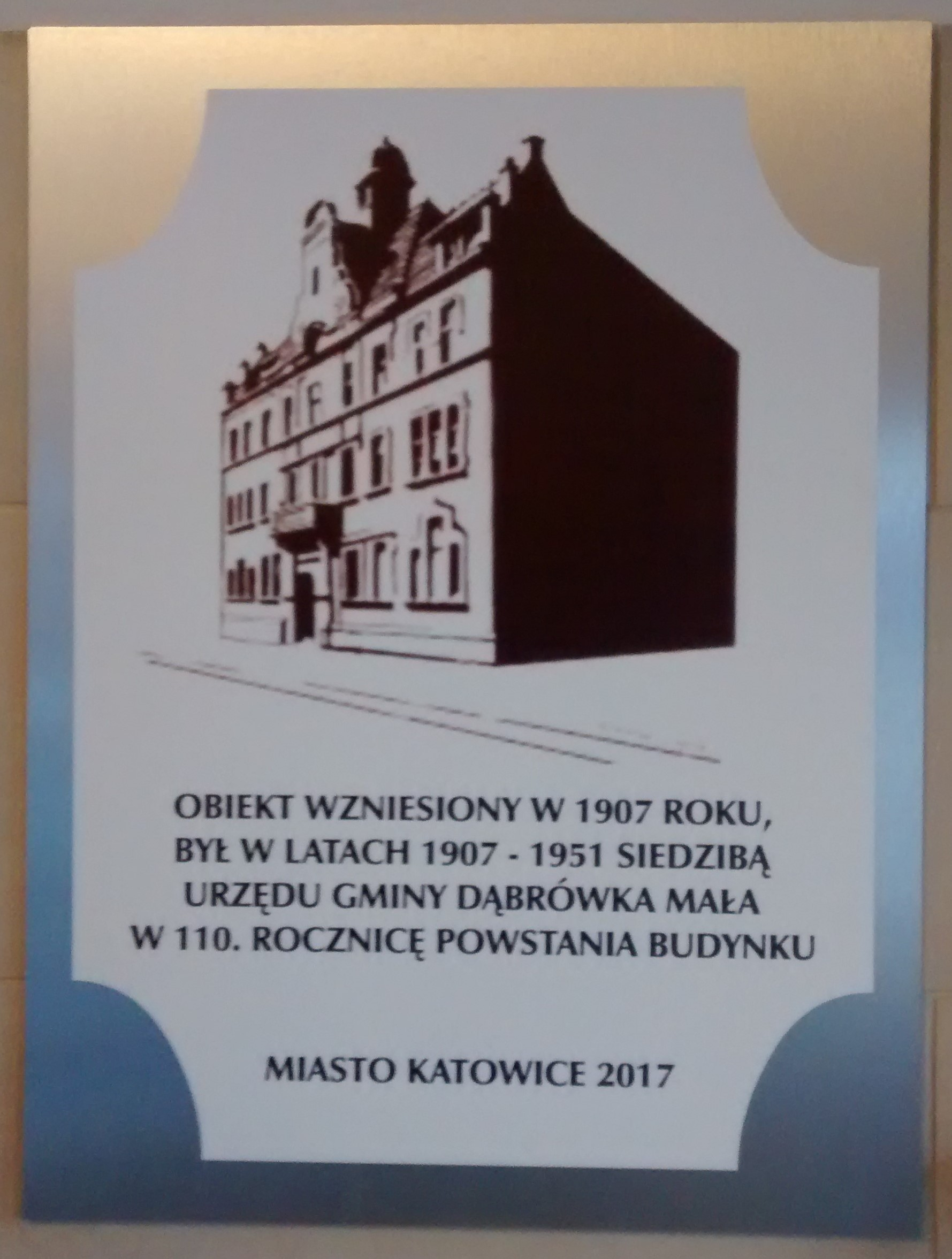
Tablica pamiątkowa w budynku dawnego ratusza (ul. gen. H. Le Ronda 16

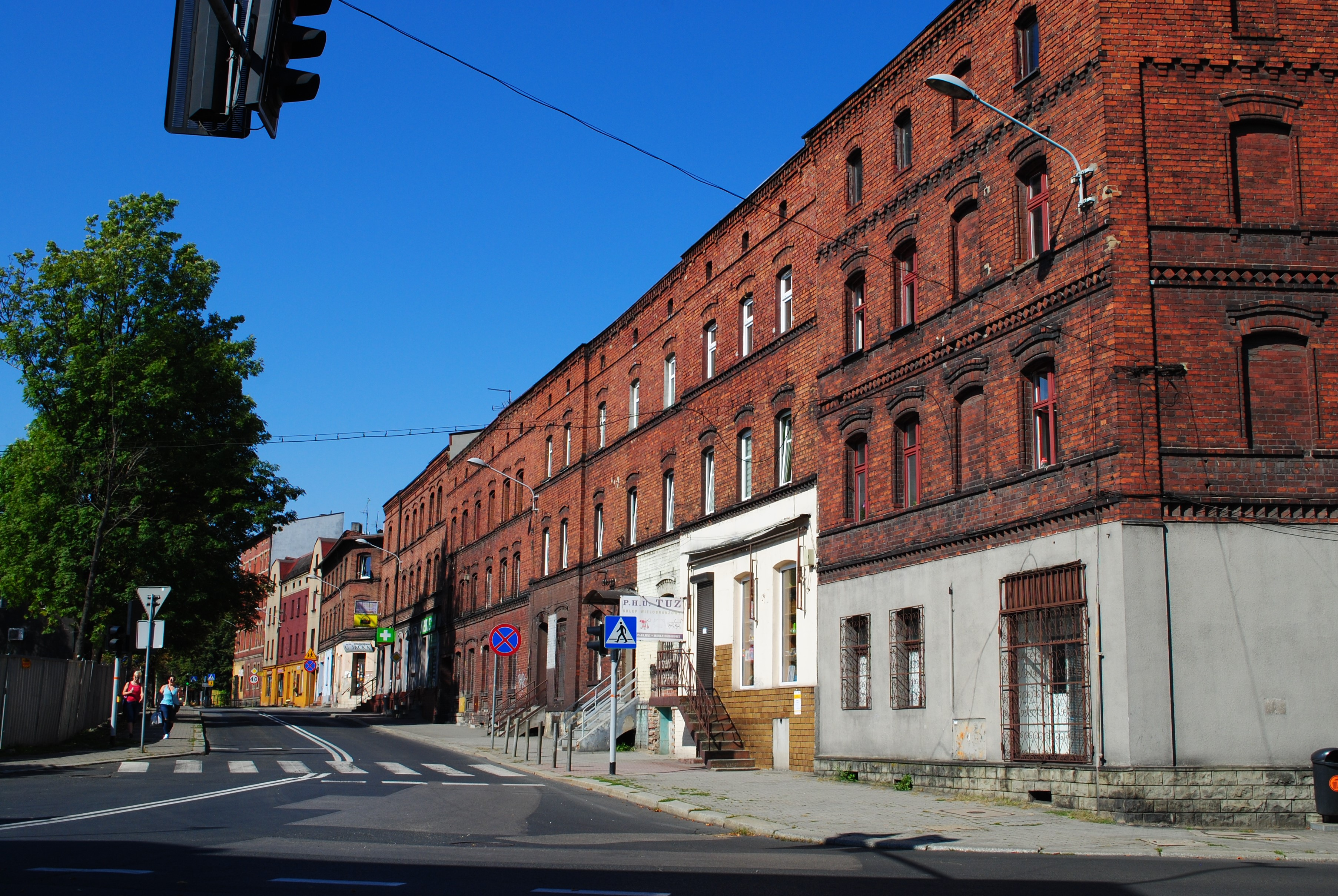
Ulica gen. Henryka Le Ronda

Przy ulicy gen. Henryka Le Ronda znajdują się następujące historyczne obiekty:
- krzyż na cokole (róg ul. H. Le Ronda i ul. Wiertniczej), pochodzący z 1889;
- dom mieszkalny z dawną kuźnią (ul. H. Le Ronda 1), wybudowany w pierwszej połowie XIX wieku w stylu historyzmu ceglanego, przebudowany w 1887; kuźnię wyburzono 14 września 2017; dom wyburzono 24 października 2019;
- kamienice mieszkalne (ul. H. Le Ronda 2, 4, 7, 8, 24), wzniesione na początku XX wieku w stylu historyzmu ceglanego prostego;
- dom mieszkalny (ul. H. Le Ronda 3), wybudowany na początku XX wieku, posiada skromne cechy historyzmu;
- dawna zagroda (ul. H. Le Ronda 4), pochodząca z połowy XIX wieku, wzniesiona w stylu tradycji budownictwa ludowego;
- kamienica mieszkalna (ul. H. Le Ronda 6), wybudowana na przełomie XIX i XX wieku w stylu historyzmu ceglanego prostego;
- kamienica mieszkalno-handlowa (ul. H. Le Ronda 9), wzniesiona na początku XX wieku; dwupiętrowa, siedmioosiowa, posiada skromne cechy historyzmu; elewację odnowiono w 2010; mieści się w niej piekarnia-cukiernia "Kłos";
- kamienice mieszkalne (ul. H. Le Ronda 10, 12, 48, 52), wybudowane w pierwszej ćwierci XX wieku w stylu historyzmu;
- dom mieszkalny (ul. H. Le Ronda 11); piętrowy, wzniesiony w stylu historyzmu, w drugiej połowie XIX wieku;
- dawny ratusz gminy Dąbrówka Mała (ul. H. Le Ronda 16); wzniesiony w 1907 w stylu eklektyzmu z elementami modernistyczno-secesyjnymi[17]; wpisany do rejestru zabytków 11 grudnia 2000 (nr rej.: A/43/00[18]), granice ochrony obejmują wymieniony budynek;
- willa w ogrodzie (ul. H. Le Ronda 17), wybudowana w latach trzydziestych XX wieku w stylu funkcjonalizmu;
- cmentarz parafialny parafii pw. św. Antoniego z Padwy, zajmujący powierzchnię 2,1135 ha[19]; na cmentarzu znajdują się: wojenna mogiła zbiorowa siedmiu żołnierzy niemieckich, poległych w II wojnie światowej, wojenny grób zbiorowy mieszkańców Dąbrówki Małej, poległych w czasie powstań śląskich i II wojny światowej oraz wojenna mogiła zbiorowa więźniów KL Auschwitz, zamordowanych podczas transportu w styczniu 1945[20][21];
- kolonia domów robotniczych z lat trzydziestych XX wieku − zespół dwurodzinnych domów mieszkalnych w ogrodach[22] (ul. H. Le Ronda 23−61, numery nieparzyste), wybudowana w latach 1920−1939;
- zabudowania zespołu przemysłowego (ul. H. Le Ronda 28), wzniesione na początku XX wieku w stylu historyzmu/modernizmu;
- budynek dawnej stacji transformatorowej (ul. H. Le Ronda 30), wzniesiony na początku XX wieku (obecnie nie istnieje);
- willa z zabudową gospodarczą (ul. H. Le Ronda 46), wzniesiona około 1920 w stylu historyzmu/modernizmu;
- dom z ogrodem (ul. H. Le Ronda 50), pochodzący z końca XIX wieku, posiada skromne cechy historyzmu;
- krzyż przydrożny na cokole z figurą Matki Bożej (obok numeru 54), wzniesiony w 1896 z fundacji M. i M. Koniarek[23];
- kamienica mieszkalna (ul. H. Le Ronda 56), pochodząca z początku XX wieku; dwupiętrowa, siedmioosiowa, wzniesiona w stylu historyzmu ceglanego prostego; na fasadzie budynku znajduje się tablica, upamiętniająca Towarzystwo Śpiewu "Wanda", założone w 1912[24];
- familoki z początku XX wieku (ul. H. Le Ronda 60, 67), wzniesione w stylu historyzmu ceglanego prostego;
- dom mieszkalny − dawny zespół szybu kopalnianego (ul. H. Le Ronda 63), wybudowany na początku XX wieku w stylu historyzmu ceglanego prostego;
- zespół dawnego szybu wentylacyjnego "Maria" (ul. H. Le Ronda 65), będący historycznym obiektem górniczym o wartościach zabytkowych[25], pochodzący z XX wieku, wzniesiony w stylu historyzmu;
- familok z końca XIX wieku (ul. H. Le Ronda 69), posiada cechy stylu historyzmu ceglanego prostego;
- hala zespołu przemysłowego z ogrodzeniem (ul. H. Le Ronda 70), pochodząca z pierwszej ćwierci XX wieku, posiada cechy stylu historyzmu/modernizmu;
- dom w ogrodzie, z drugiej połowy XIX wieku (ul. H. Le Ronda 74), wybudowany w stylu tradycji budownictwa ludowego;
- dom z ogrodem, z drugiej połowy XIX wieku (ul. H. Le Ronda 76), nie posiada wyraźnych cech stylowych;
- familok z około 1900 (ul. H. Le Ronda 76), wzniesiony w stylu historyzmu ceglanego prostego;
- budynek mieszkalny (ul. H. Le Ronda 81), pochodzący z końca XIX wieku, posiada cechy stylu historyzmu;
- dawna zagroda z drugiej połowy XIX wieku (ul. H. Le Ronda 82), wzniesiona w stylu tradycji budownictwa ludowego;
- kamienica mieszkalna z początku XX wieku (ul. H. Le Ronda 85), wybudowana w stylu historyzmu ceglanego;
- budynek mieszkalny (ul. H. Le Ronda 86), wzniesiony około 1900 w stylu historyzmu;
- budynek mieszkalny (ul. H. Le Ronda 88), wzniesiony na początku XX wieku w stylu historyzmu ceglanego;
- dawna zagroda z pierwszej połowy XIX wieku (ul. H. Le Ronda 92), wybudowana w stylu tradycji budownictwa ludowego;
- krzyż przydrożny przy rondzie ks. Jerzego Pawlika, wzniesiony 1889 z fundacji Jana Mikusiego i Antoniego Kaczmarka[26].

## Instytucje
Przy ulicy gen. H. Le Ronda swoją siedzibę mają: przedsiębiorstwa handlowo-usługowe, centrum zaopatrzenia budowlanego, apteka, wspólnoty mieszkaniowe, niepubliczny zakład opieki zdrowotnej, sklep sieci handlowej Biedronka.